# Ломиніс прямий
{{#ifeq:0|0|{{#if:Clematis recta|{{#if:|[[]}}|[[]]}}}}
Ломиніс прямий (Clematis recta) — вид рослин родини жовтецеві (Ranunculaceae), поширений у Європі й на Кавказі.

## Опис

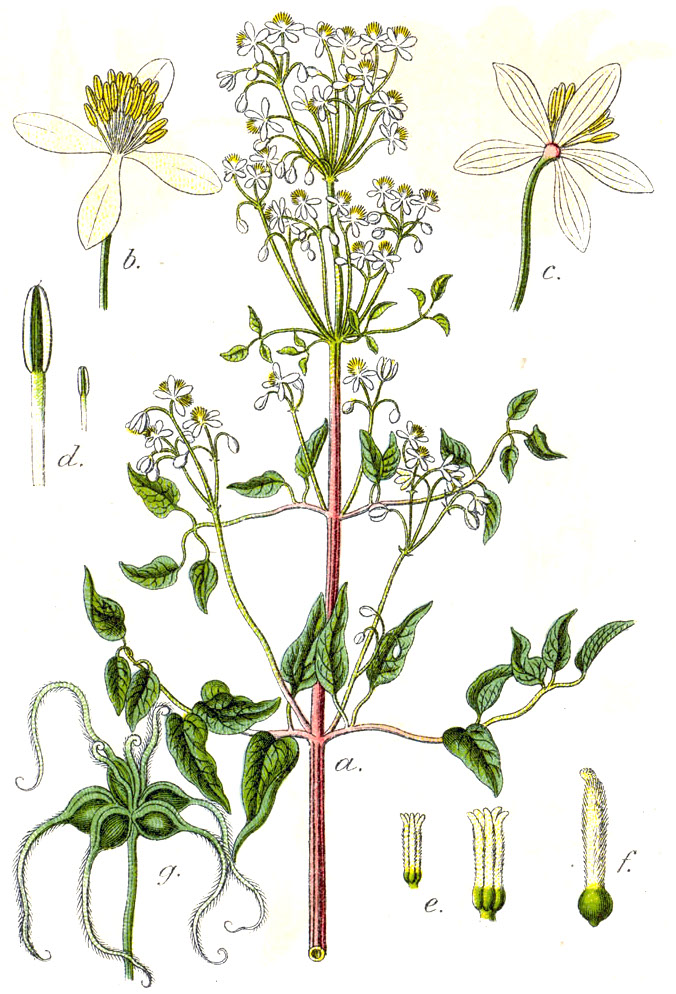

Трав'яниста рослина заввишки 50–100(150) см. Листки перисті, з великими частками, 3–5 см завдовжки. Квітки білі, 8–10(12) мм довжиною.

## Поширення
Поширений у помірній Європі й Кавказу (Азербайджан, Грузія).
В Україні вид зростає в лісах, на узліссях, у чагарниках — у лісових р-нах і Лісостепу, звичайний; в Степу, в північних р-нах.